# Vitskär
För andra betydelser, se Vitskär (olika betydelser).
Vitskär är en småort i södra delen av Umeå kommun. Vitskär ligger längst ut på Obbolaön, söder om Obbola, närmare 2 mil söder om Umeå.